# Ірен Бовдер-Пікок
Ірен Бовдер-Пікок (англ. Irene Bowder Peacock; 27 липня 1892 — 13 червня 1978) — колишня південноафриканська тенісистка.
Найвищу одиночну позицію світового рейтингу — 6 місце досягла 1922 року.
Перемагала на турнірах Великого шолома в парному розряді.

## Фінали турнірів Великого шолома

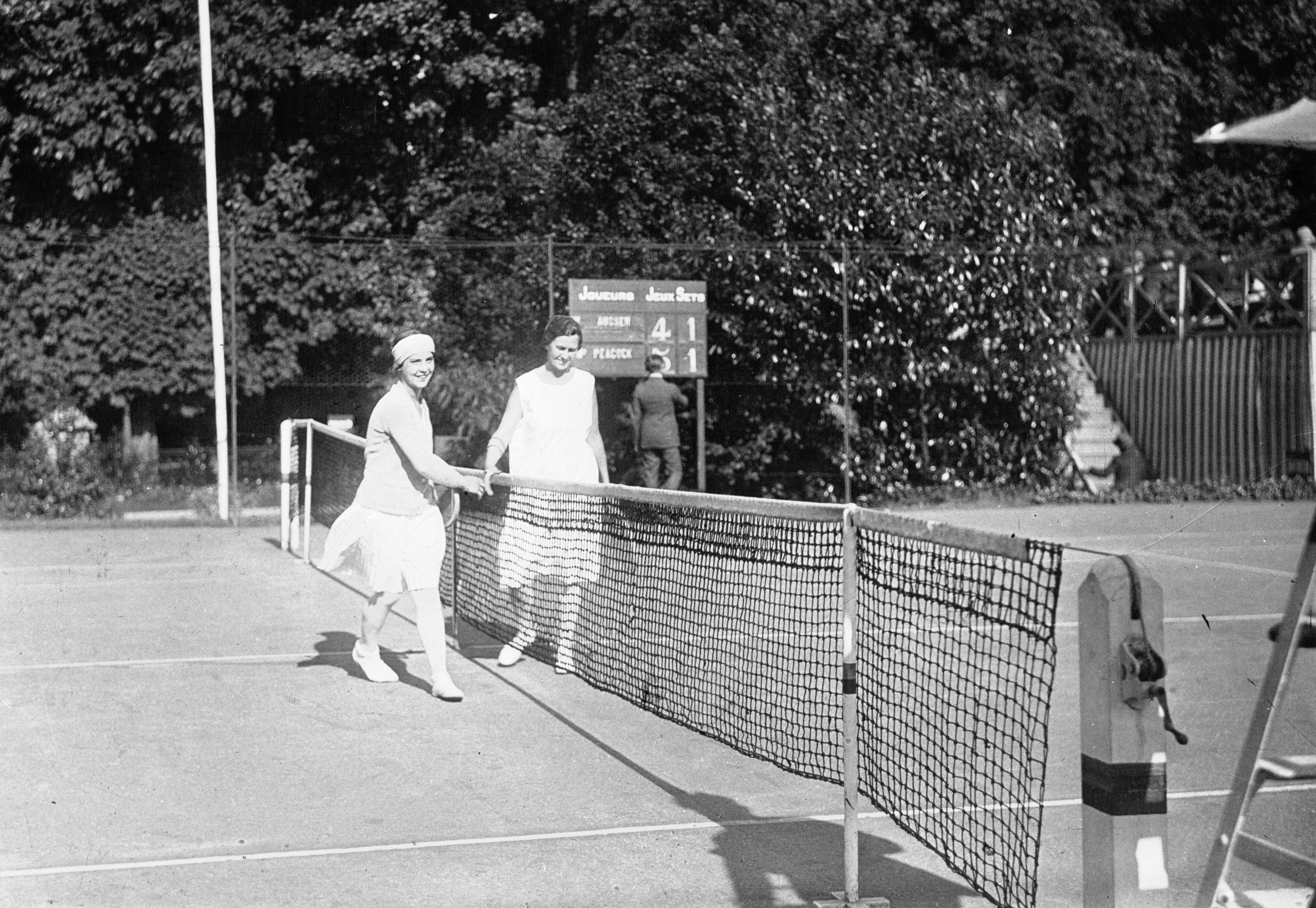
Пікок (праворуч) на Чемпіонаті Франції 1927 після перемоги у чвертьфіналі над Сіллі Оссем

### Одиночний розряд (1 поразка)
| Результат | Рік  | Турнір            | Покриття | Суперниця  | Рахунок  |
| --------- | ---- | ----------------- | -------- | ---------- | -------- |
| Поразка   | 1927 | Чемпіонат Франції | Ґрунт    | Кіа Боуман | 2–6, 4–6 |

### Парний розряд (1–2)
| Результат | Рік  | Турнір               | Покриття | Партнерка          | Суперниці                    | Рахунок  |
| --------- | ---- | -------------------- | -------- | ------------------ | ---------------------------- | -------- |
| Поразка   | 1921 | Вімблдонський турнір | Трава    | Джералдін Біміш    | Сюзанн Ленглен Елізабет Раян | 1–6, 2–6 |
| Перемога  | 1927 | Чемпіонат Франції    | Ґрунт    | Боббі Гайне-Міллер | Пеґґі Мічелл Фібі Вотсон     | 6–2, 6–1 |
| Поразка   | 1927 | Вімблдонський турнір | Трава    | Боббі Гайне-Міллер | Гелен Віллс Елізабет Раян    | 3–6, 2–6 |